# De medeplichtige
De medeplichtige is een hoorspel in de reeks Maskers en Mysterie. Het is een verhaal van Louis C. Thomas en het heet La Complice uit 1972. 

## De rolverdeling
- Anton Cogen - Philippe Sérignan
- Marleen Maes - Raymonde Sérignan
- Ludo Busschots - Paul Tergnier
- Monique De Beun - Lucette Tergnier
- Walter Cornelis - inspecteur Grégoire Chabeuil

## Plot
Philippe Sérignan is een aan lager wal geraakte zakenman die een levensverzekering heeft afgesloten op het leven van zijn vrouw Raymonde. Om uit de schulden te komen, bedenkt Philippe een list om de levensverzekering op te strijken. Zijn vrouw gaat naar Zuid-Amerika en blijft daar tot haar echtgenoot haar komt nareizen. Maar er gaan een aantal dingen mis. Een politiecommissaris ruikt onraad bij het auto-ongeluk en Lucette, de buurvrouw, komt Philippe steeds bezoeken. En dan keert de vrouw Raymonde terug en begint het plan uit de hand te lopen.